# آن فلمنغ (كاتبة)
آن فلمنغ (بالإنجليزية: Anne Fleming)‏ (25 أبريل 1964)؛ كاتِبة وروائية كندية.